# Batalla de Jargeau
La batalla de Jargeau es la primera batalla ofensiva comandada por Juana de Arco, y tuvo lugar los días 11 y 12 de junio de 1429, en el marco de la guerra de los Cien Años.
Poco después de liberar Orleans, las tropas francesas recapturaron la ribera del Loira, primera vez en mucho tiempo en que los franceses tomaban la iniciativa. Para lograrlo, debieron enfrentarse a los ingleses junto a la ciudad de Jargeau. 

## Antecedentes
La batalla de Jargeau se suscitó en los últimos años de la prolongada guerra de los Cien Años. Ya para 1428, la alianza angloborgoñona había capturado la práctica totalidad de Francia al norte del Loira. Se habían suscitado numerosos sitios y batallas para recuperarlos, como el caso de Orleans por Juana de Arco. Esta última ciudad había estado sitiada desde octubre. Una vez que los ingleses aseguraron la región, solo les restaba invadir el sur de Francia para tener un control completo sobre todo el país.
En marzo de 1429, santa Juana de Arco llegó a Chinon a encontrarse con el delfín (y futuro Carlos VII de Francia). Luego de una audiencia inquisitorial, Juana se puso al mando de un gran ejército que los franceses necesitaban para levantar el largo y penoso sitio de Orleans, lo que lograron el 9 de mayo.
El puente de Orleans había sido volado poco antes de que se levantara el sitio; de este modo, los franceses se habían quedado sin modo ninguno de cruzar el Loira. Al revés que en otros episodios de la guerra, los franceses recurrieron a rápidas incursiones y batallas (Jargeau, Meung-sur-Loire y Beaugency) que les permitieron salir victoriosos y preparar el terreno para sus posteriores operaciones ofensivas en Reims y París.
Hecho casi excepcional en el largo y sinuoso conflicto, la campaña del Loira dejó en muy malas condiciones a los ingleses: lo mejor de sus fuerzas y comandos fueron muertos, heridos o capturados. Adicionalmente y como ventaja crítica, los ataques franceses diezmaron a las temibles y letales concentraciones de arqueros ingleses.

## Campaña del Loira: de Orleans a Jargeau
A partir del levantamiento del sitio, los franceses se dedicaron durante un mes al reclutamiento y consolidación de fuerzas para la próxima fase de las operaciones. A principios de junio se celebró una reunión de los generales en la que estuvo presente el delfín Carlos donde se decidió la estrategia a seguir: limpiar completamente el valle del Loira y desalojar a las tropas inglesas. 
El ejército francés se reunió y organizó en Orleans y Juana se encontró allí con los demás el día 9. Ese mismo día el ejército se puso en marcha hacia Jargeau, primer objetivo para su campaña del Loira.
El ejército inglés, al mando de sir Juan Fastolf, había abandonado París el día anterior con varios miles de hombres dirigiéndose al encuentro del enemigo.

## Jargeau
Jargeau era una pequeña aldea en la margen sur del Loira, en la Francia central, ubicada a unos 16 kilómetros al este de Orleans. Los ingleses la habían ocupado varios años antes pensando en utilizarla como base de retaguardia para una posterior invasión a la Francia meridional. Por ese motivo, habían fortificado el pueblo con una muralla y varias torres, baluartes y contrafuertes. Por fuera de ellos habían cavado un profundo foso.
La ciudad había crecido, y ahora muchos suburbios se encontraban en el exterior de las defensas. Para garantizar el cruce del río, las fuerzas inglesas habían fortificado también el puente del pueblo. Este puente tendría una gran importancia estratégica en fases posteriores de la guerra de los Cien Años.
Jargeau estaba defendida por unos 700 ingleses, todos ellos equipados con armas de fuego.

## Comandantes
La defensa de Jargeau estaba comandada por Guillermo de la Pole, primer duque de Suffolk.
Las fuerzas atacantes obedecían a la joven Juana de Arco, que mandaba sobre cuatro capitanes: Juan II de Alençon, el infame Gilles de Rais, Jean Poton de Xaintrailles y Étienne de Vignolles (llamado La Hire).

## La batalla
Juana ordenó, como mandaba la lógica, atacar primero los suburbios de extramuros. Al ver esto, los ingleses salieron de las murallas y rechazaron el ataque, retornando luego a la seguridad del muro.
A la mañana siguiente (día 12), Juana intimó a los ingleses a la rendición, oferta que fue rechazada. En consecuencia, la joven ordenó un poderoso ataque de artillería, seguido por un asalto con máquinas de asedio, con el que rápidamente consiguió tomar una de las torres de la ciudad.
Consciente de que el fracaso estaba muy cerca, Suffolk comenzó negociaciones de rendición con los comandantes franceses por separado, especialmente con La Hire, lo que desagradó a Juana por considerarlo una violación flagrante de los protocolos de la guerra. 
Decidida a terminar la batalla como fuese, Juana mandó colocar las escaleras de asalto y el gran ejército francés trepó las murallas de Jargeau. La propia comandante sobrevivió milagrosamente cuando un proyectil de piedra le golpeó en la cabeza, partiéndose en dos, mientras encabezaba el asalto. La adecuada protección del casco que llevaba puesto le salvó la vida en aquella oportunidad.
Ya en la cima de la muralla, se produjo una gran matanza de ingleses, que sufrieron enormes pérdidas merced a la gran inferioridad numérica en que se encontraban, forzando a Suffolk a rendirse. El comandante inglés sobrevivió y fue hecho prisionero por Juana de Arco.

## Bajas
Por parte de los ingleses, la cifra de muertos y heridos ascendió a entre 300 y 400 hombres, aproximadamente la mitad de sus fuerzas. Las bajas de los franceses fueron muy pocas, y se concentraron particularmente en el asalto a las murallas.

## Consecuencias
La victoria francesa en Jargeau consolidó la posesión del estratégico puente de la ciudad y permitió una serie de victoriosas batallas de Juana de Arco que le permitieron cumplir los objetivos de la campaña del Loira con precisión y exactitud.
A Jargeau siguieron las batallas de Meung-sur-Loire y de Beaugency, que abonaron el terreno para la decisiva victoria de Juana en la batalla de Patay.